# Paco Moncayo
Paco Rosendo Moncayo Gallegos (Quito, 8 de octubre de 1940), és un polític, professor i exmilitar equatorià. Va ser general de l'Exèrcit de l'Equador, diputat nacional (1998-2000), alcalde de Quito durant dos períodes consecutius (2000-2004 i 2004-2009) i assembleista per la província de Pichincha (2009-2013).

## Biografia
Va néixer a la ciutat de Quito el 8 de octubre de 1940, fill de l'advocat i congressista Francisco Moncayo Altamirano i d'Aída Gallegos García.

### Carrera militar
El 1995, durant la guerra del Cenepa estava al comandament de l'exèrcit de l'Equador, i va romandre en la zona de conflicte fins a la signatura de l'alto el foc signat a final de març de 1995. Se li acredita haver gestionat amb èxit les operacions militars, que van permetre arribar a un acord per tancar definitivament el conflicte fronterer entre Perú i l'Equador. El 1998 es retirà de l'exèrcit.

### Carrera política
Després de retirar-se de l'exèrcit, va ser escollit diputat pel partit Izquierda Democrática (ID) i passà a ser el líder del bloc socialdemòcrata al parlament. El març de 2000 el partit Izquierda Democrática el postulà com a candidat a alcalde de Quito i en les eleccions del 21 de maig de 2000 es va enfrontar a successor de Jamil Mahuad, l'economista Roque Sevilla. Els resultats finals de les eleccions van declarar Moncayo com a guanyador amb més del 60%. En les eleccions de 2004 fou reelegit per a un segon mandat. Durant els seus dos mandats, es van fer millores en la distribució d'aigua potable i del clavegueram de la ciutat i es va ampliar la xarxa de troleibús.
El gener de 2009, va anunciar que no optaria a una segona reelecció com a alcalde de Quito i que participaria en les eleccions legislatives de 2009 com a candidat per la província de Pichincha a l'Assemblea Nacional, com a representant del grup Movimiento Municipalista, de la seva creació. En les eleccions va aconseguir un escó a l'Assemblea. En les eleccions legislatives de 2013 no va obtenir cap escó.
Al desembre de 2013, Moncayo va rebre crítiques directes per part del president Rafael Correa després que es mostrés contrari a la proposta del president de reduir la mida de les Forces Armades de l'Equador. Correa va afirmar que Moncayo ja li havia fet la mateixa proposta anys enrere, referint-se a les declaracions recents del general amb els termes: «Aquesta és la misèria humana, la petitesa de certa politiqueria». Moncayo va negar el que havia dit Correa dies després.